# 瑪麗亞·梅蒙
瑪麗亞·梅蒙（1986年6月2日—）是一名巴基斯坦女记者和新聞報導員。出生於卡拉奇一個父親從軍的家庭，梅蒙是巴基斯坦最知名的記者之一。她大学毕业后加入Geo电视台，现今为ARY电视台的高级新闻主播。
2020年，巴基斯坦爆發2019冠狀病毒病疫情。5月30日，梅蒙在社交媒體上表示自己被確診感染了2019冠狀病毒病。